# Balance du pouvoir
Pour les articles homonymes, voir balance.
La balance du pouvoir, en politique canadienne, est la possibilité pour un parti qui a peu d'élus de faire pencher le résultat d'un vote en sa faveur lorsqu'il y a un gouvernement minoritaire. 
En voici la définition dans l'Encyclopédie du parlementarisme québécois, consultable sur le site web de l'Assemblée nationale du Québec : Avoir la « balance du pouvoir » désigne la situation d'un parti d'opposition qui possède un nombre de sièges suffisants en Chambre pour défaire un gouvernement minoritaire en joignant ses forces à celles d'un autre parti d'opposition. 
À la Chambre des communes du Canada, le Parti conservateur du Canada a été majoritaire de 2011 à 2015. Ainsi, le Parti libéral du Canada, le Nouveau Parti démocratique et le Bloc québécois ne pouvaient pas bloquer les projets de loi. Le Parti libéral quant à lui, était majoritaire de 2015 à 2019. En 2019, le gouvernement Trudeau devient minoritaire et tous ses votes parlementaires dépendent du soutien du Bloc québécois ou du Nouveau Parti démocratique. Ainsi, si le PCC, le BQ et le NPD votent ensemble sur un sujet, le gouvernement libéral perd le vote au parlement. Les conséquences pouvant aller de la non-adoption d'un projet de loi jusqu'au déclenchement de nouvelles élections fédérales dépendamment de la nature du vote.  
La notion analogue de l'équilibre des puissances (balance of power) est utilisée dans la théorie des relations internationales.
1. ↑  Encyclopédie du parlementarisme québécois, « Balance du pouvoir », sur L'Assemblée nationale du Québec (consulté le 6 octobre 2019)